# Ivan Študent
Ivan Študent (* 27. ledna 1945 Brno) je bývalý český fotbalový záložník. Po skončení aktivní kariéry působí jako trenér v nižších soutěžích v Jihomoravském kraji.

## Hráčská kariéra
V československé lize hrál za SU Teplice. Nastoupil ve 12 ligových utkáních. Z ligových Teplic odešel do druholigového Spartaku Ústí nad Labem. Druhou ligu hrál i dříve za KPS Brno a během ZVS v Dukle Tábor. Je dorosteneckým vicemistrem Československa 1963 s KPS Brno.

### Prvoligová bilance
| Ročník                                   | Zápasy | Góly | Klub       |
| ---------------------------------------- | ------ | ---- | ---------- |
| 1. československá fotbalová liga 1968/69 | 9      | 0    | SU Teplice |
| 1. československá fotbalová liga 1969/70 | 3      | 0    | SU Teplice |
| CELKEM                                   | 12     | 0    |            |

## Trenérská kariéra
Poté, co v roce 1980 ve Spartaku ČKD Blansko ukončil hráčskou kariéru, působil zde celkem 8 let jako trenér prvního mužstva. Dvakrát s ním postoupil do divize, památné byly především barážové zápasy s Hulínem v roce 1984, které „Kolbenka“ doma i venku vyhrála 1:0. V roce 1985 sehráli blanenští pod jeho vedením přátelské utkání proti reprezentaci Československa, kterou trénoval Josef Masopust. Tomuto utkání přihlíželo 5 000 diváků. V roce 1992 se stal trenérem dorosteneckého týmu Spartaku ČKD Blansko, se kterým obsadil v moravsko–slezské skupině 1. dorostenecké ligy 7. místo (1992/93).
Kromě Spartaku ČKD Blansko vedl také Metru Blansko, Šlapanice (s nimiž v roce 1995 postoupil do divize), Líšeň (tu do divize přivedl v roce 2005), Bohunice, Rájec-Jestřebí (2003/04), Boskovice, Bořitov, Lipůvku a „B“ tým FK Blansko. Je vlastníkem nejvyšší trenérské licence. V září roku 2014 jeho přínos pro blanenskou kopanou ocenilo vedení FK Blansko, když ho při příležitosti mistrovského utkání „A“ týmu proti Polné uvedlo mezi klubové legendy. Na začátku ledna 2015 se stal novým trenérem TJ Sloup.
- 1980/81 (4. liga) – 10. místo (reorganizace)
- 1981/82 (5. liga) – 4. místo
- 1982/83 (5. liga) – 3. místo (reorganizace)
- 1983/84 (5. liga) – 1. místo ve skupině A (postup z baráže proti Spartaku Hulín)
- 1984/85 (4. liga) – 7. místo
- 1985/86 (4. liga) – 5. místo
- 1990/91 (5. liga) – 1. místo (postup)
- 1991/92 (4. liga) – 9. místo
- 1994/95 (5. liga) – 1. místo (postup)
- 1995/96 (4. liga) – 5. místo (odprodej licence klubu FC Zeman Brno)
- 2003/04 (5. liga) – 2. místo
- 2004/05 (5. liga) – 1. místo (postup)